# Paradise Again: The Live Album
Paradise Again: The Live Album è il secondo album dal vivo del supergruppo svedese Swedish House Mafia, pubblicato il 28 luglio 2023 dalla Republic Records.

## Descrizione
Il disco contiene una selezione dei brani che il trio ha eseguito durante il Paradise Again World Tour svoltosi nel corso del 2022, durante il quale hanno eseguito i loro principali successi insieme a gran parte di Paradise Again e brani di altri artisti, tra cui Sacrifice di The Weeknd.

## Tracce
1. Intro (Live from New York) – 3:13
2. Can U Feel It/It Gets Better/Greyhound (Live from New York) – 6:23
3. Miami 2 Ibiza (Live from Milan) – 4:24
4. Heart Is King/Sacrifice/Knas (Live from Miami) – 3:06
5. 19.30/We Come We Rave We Love (Live from Paris) – 3:10
6. Calling On/Kidsos (Live from Paris) – 3:16
7. Lifetime (Live from Madrid) – 2:28
8. Calling/Tell Me Why (Live from Madrid) – 2:41
9. Frankenstein/More Than You Know/Teasing Mr Charlie (Live from Toronto) – 4:29
10. Antidote (Live from Madrid) – 3:16
11. Redlight (Live from Amsterdam) – 3:09
12. Dream Bigger/One (Live from Las Vegas) – 5:28
13. Don't Go Mad (Live from Los Angeles) – 3:52
14. Dreams (Live from Dublin) – 2:48
15. For Sale/Rave N' Roll (Live from Amsterdam) – 4:28
16. Time/Reload (Live from New York) – 5:26
17. Leave the World Behind (Paradise Again Remix) (Live from New York) – 2:58
18. In My Mind (Live from Copenhagen) – 3:14
19. Turn On the Lights Again.. (Live from Antwerp) – 4:11
20. Moth to a Flame (Live from Copenhagen) – 4:29
21. Heaven Takes You Home/Sweet Disposition (Live from Copenhagen) – 5:56
22. Don't You Worry Child/For You/Save the World (Live from London) – 7:25